# 야시키노

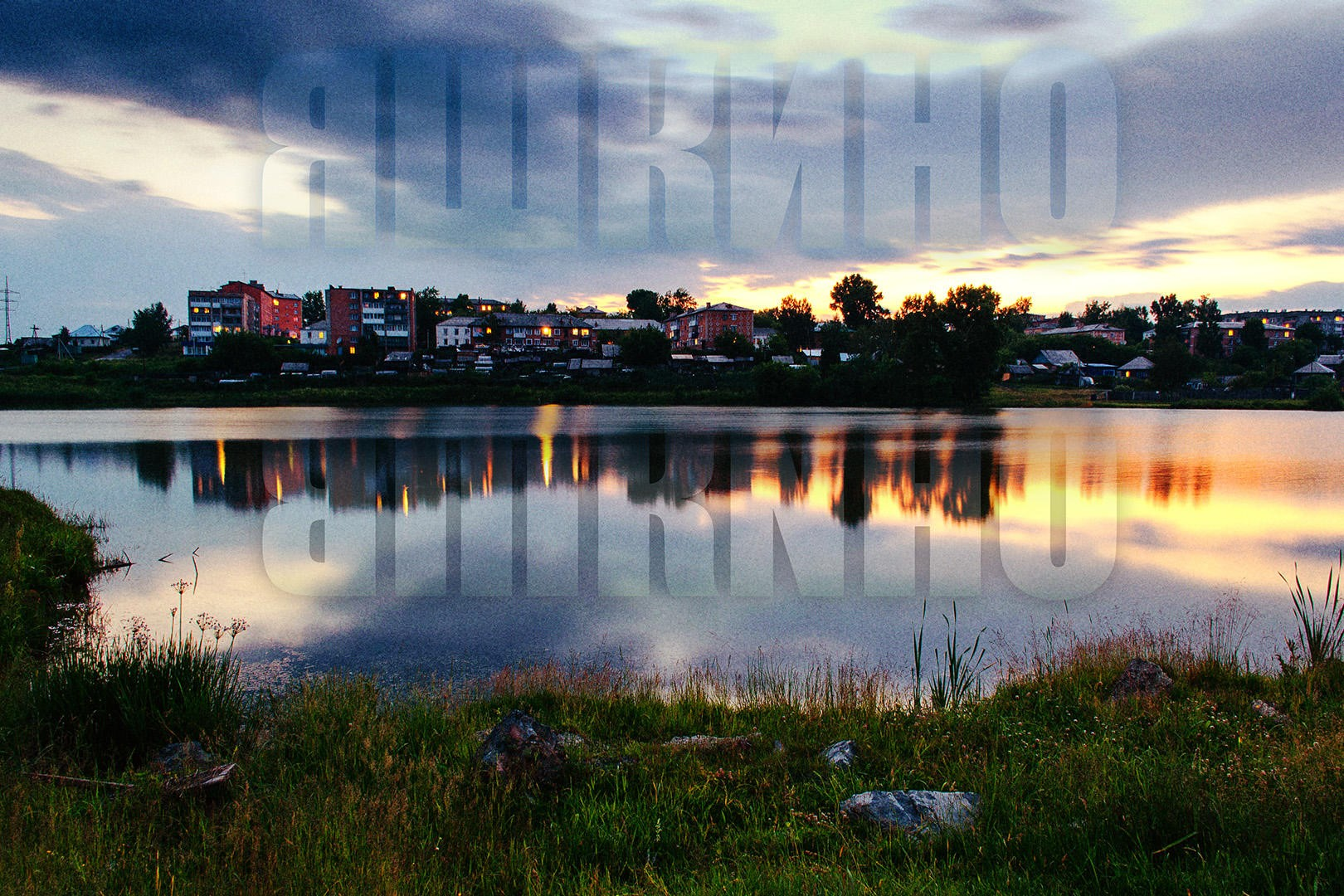

야시키노(러시아어: Я́шкино)는 케메로보 주 야시킨스키 군의 중심지이다. 시베리아 횡단 철도가 통과하는 지점에 위치해 있는 마을이다.